# التلفزيون في مصر
التلفزيون في مصر يتم استقباله بشكل رئيسي من خلال الأقمار الصناعية المجانية وتمثل 41 ٪ من مجموع المشاهدين. يقضي المصريون وقتًا كبيرًا في مشاهدة التلفزيون حيث يشاهد 40٪ من الناس ما يصل إلى 4 ساعات من التلفزيون يوميًا.
منذ أن أطلقت مصر برامجها التليفزيونية الأولى في عام 1960، احتكرت القنوات الحكومية التي تديرها الدولة البث الأرضي. وزارة الإعلام تنظم بدقة القنوات الفضائية الخاصة كذلك. يمتلك اتحاد الإذاعة والتلفزيون المصري وهو كيان حكومي جميع القنوات الأرضية السبعة عشر. القناة الأولى والقناة الثانية هما القنوات الرئيسية للشبكة وتبث عبر مصر. قناة النيل التليفزيونية المملوكة للدولة هي القناة الرئيسية للغات الأجنبية وتهدف إلى تعزيز وجهة نظر مصر وتشجيع السياحة. توجد 6 قنوات أرضية إقليمية والتي كانت تُبث جميعها في نطاق القاهرة الكبرى ولكن اعتبارًا من عام 2007 يتم بث قناة القاهرة الكبرى فقط (القناة 3) من القنوات الإقليمية إلى القاهرة الكبرى. معظم القنوات الأرضية كانت في الواقع قنوات فضائية مملوكة لاتحاد الإذاعة والتلفزيون المصري، ولكن تم بثها في القاهرة الكبرى منذ عام 2007.
تم الإعلان عن أن 23 قناة تابعة للدولة اعتبارًا من عام 2012 ولكن كانت نسب مشاهدتها صغيرة ومتضائلة.
هناك أيضا العديد من المحطات الفضائية الخاصة. اعتبارا من عام 2002 كان هناك اثنين فقط هما المحور وشبكة تليفزيون دريم على الرغم من أن الحكومة لديها حصة مالية في كلتا القناتين. منذ ثورة 2011 تم إطلاق المزيد من القنوات، بما في ذلك شبكة قنوات سي بي سي والنهار وقناة تن والتي تمكنت من جذب عد كبير من المشاهدين. أطلقت شبكة روتانا قناة روتانا مصرية وهي قناة تبث برامج موجهة إلى السوق المصرية.
نسبة انتشار خدمة التلفزيون المدفوع منخفضة حيث قدرت بنسبة 9 ٪ في عام 2011، والتي تتكون من شبكة أوربت شوتايم والشبكة العربية للإذاعة والتلفزيون. تأسست شبكة أوربت شوتايم في عام 2009 من خلال دمج شبكة أوربت الإعلامية وشوتايم أرابيا. كلها ليست مملوكة لشركات مصرية بل لشركات خليجية.
في التسعينيات من القرن الماضي كانت هناك شركة مصرية تسمى شبكة الكابل المصرية والتي وفرت عددًا قليلًا من محطات التليفزيون الأجنبية المدفوعة مثل (سي ان ان، وإم تي في أوروبا) ولكنها كانت في حاجة إلى جهاز استقبال خاص وبطاقة.
أدى العدد الهائل من المحطات الفضائية الخاصة التي تم إطلاقها خلال الفترة من 2008 إلى 2012 إلى تغيير سوق الإنتاج التلفزيوني المصري كثيرًا مما من سيطرة القنوات الحكومية عن السوق. تم بث أكثر من 50 مسلسل تلفزيوني  سنويًا خلال شهر رمضان  وهو موسم المشاهدة التليفزيوني الرئيسي. وتم عرض عدد من البرامج التلفزيونية المدبلجة - من تركيا والهند بشكل رئيسي - على القنوات التلفزيونية المصرية حيث جعل السوق أكثر تنافسية. بدأت شركات الإنتاج التلفزيوني المصري في التكيف مع الجهود المبذولة لمطابقة العروض الأجنبية التي بدأت تهيمن على السوق. بدأت شركات مثل مجموعة فنون مصر ومجموعة العدل وغيرها الكثير في مضاعفة ميزانيات الإنتاج السنوية ضمن الجهود المبذولة لمطابقة عروض المسلسلات التلفزيونية الأجنبية من حيث جودة الإنتاج.

## تلفزيون الإنترنت
في عام 2012 بدأت شركة كور بابليكيشن أول تلفزيون على الإنترنت في مصر باسم الجمهورية تي في وتعتبر أول قناة متخصصة في إنتاج برامج يتم بثها على الإنترنت. تم تغيير اسمها لاحقًا إلى ELGTV.